# Stanko Svitlica
Stanko Svitlica (in serbo Станко Свитлица?; Kupres, 17 maggio 1976) è un ex calciatore serbo, di ruolo attaccante.

## Carriera
Ha giocato nella massima serie dei campionati serbo, greco, polacco e tedesco.

## Palmarès

### Club

#### Competizioni nazionali
- Campionato serbomontenegrino: 1

Partizan: 1995-1996
- Campionato polacco: 1

Legia Varsavia: 2001-2002
- Coppa di Lega polacca: 1

Legia Varsavia: 2002

### Individuale
- Capocannoniere del campionato polacco: 1

2002-2003 (24 gol)